# Comarques Centrals

Aufteilung Kataloniens in 7 Regionen nach dem Regionalplan von 1995:
Àmbit metropolità
Alt Pirineu i Aran
Camp de Tarragona
Comarques Centrals
Comarques Gironines
Ponent
Terres de l’Ebre

Das Comarques Centrals ist eines von sieben Territorien (àmbits funcionals territorials), in der Autonomen Gemeinschaft Katalonien, das 1995 mit dem Regionalplan (Pla territorial general de Catalunya) durch Gesetz beschlossen wurde.
Comarques Centrals hat eine Fläche von 5.450,37 km² und hat 424.743 Einwohner (2009). Das Territorium liegt im Zentrum Kataloniens.

## Comarcas
Stand: 2009
| Gemeinde | Einwohner | Fläche (km²) |
| -------- | --------- | ------------ |
| Anoia    | 92.569    | 711,94       |
| Bages    | 155.118   | 1.287,30     |
| Berguedà | 38.087    | 1.185,00     |
| Osona    | 127.331   | 1.265,13     |
| Solsonès | 11.638    | 1.001,00     |

## Àmbits funcionals territorials (AFT)
- Alt Pirineu i Aran
- Àmbit Metropolità de Barcelona
- Ponent
- Comarques gironines
- Camp de Tarragona
- Terres de l’Ebre